# Mario Cardinali
Mario Cardinali (Livorno, 5 febbraio 1937) è un giornalista e scrittore italiano. Nel 1961 ha fondato il periodico Livornocronaca, nel 1982 divenuto il mensile il Vernacoliere, di cui è tuttora il direttore.
Si è laureato in scienze Politiche nel 1962.

## Opere
- Ambrogio ha trombato la contessa, Ponte alle Grazie, 1995
- Politicanti, politiconi e altrettante rotture di coglioni, Ponte alle Grazie, 1996
- L'Italia del Vernacoliere. È tutta un'altra storia, Edizioni Piemme, 2005
- I comandamenti del Vernacoliere. Trombare meno, trombare tutti, Edizioni Piemme, 2006
- Quando a Rambo ni ciondolava l'uccello, Mario Cardinali Editore, 2009
- Berlusconi cià rotto i coglioni, Mario Cardinali Editore, 2010
- Era meglio un Papa pisano, Mario Cardinali Editore, 2012